# Maiopatagium
Maiopatagium is een geslacht van uitgestorven zoogdieren behorend tot de Eleutherodontida uit de Euharamiyida. Dit dier leefde tijdens het Laat-Jura (ongeveer 160 miljoen jaar geleden) in wat nu de Volksrepubliek China is. Maiopatagium was een zweefvliegende herbivoor.

## Fossiele vondst
Het holotype en enige fossiel van Maiopatagium is afkomstig uit de Tiaojishan-formatie in de Chinese provincie Liaoning. De afzettingen waarin het fossiel is gevonden dateren uit het Oxfordien en hebben een ouderdom van 158,5 tot 161 miljoen jaar geleden. Het fossiel omvat een vrijwel volledig skelet met schedel en tevens afdrukken van zachte weefsel, met name de vacht en dunne, behaarde huidmembranen. 

## Kenmerken
Maiopatagium was 23 centimeter lang en had daarmee het formaat van een eekhoorn. De huidmembranen en skeletkenmerken van Maiopatagium passen bij een dier dat aangepast was voor zweefvliegen. Afhankelijk van de positie van de Euharamiyida binnen de zoogdieren (Mammaliaformes of kroongroep), was Maiopatagium samen met Vilevolodon, eveneens bekend uit de Tiaojishan-formatie, de primitiefste bekende zweefvlieger in de evolutie van de zoogdieren. Uit iets oudere Chinese afzettingen is Volaticotherium bekend, een zweefvliegend carnivoor zoogdier. De flexibele ledematen stelden Maiopatagium in staat in bomen te klimmen en vervolgens vanaf een hoge plek naar beneden te zweven, zoals onder meer hedendaagse suikereekhoorns en vliegende eekhoorns. De vlieghuid bestond uit drie delen: het propatagium tussen de zijkant van de schedel en de pols, het plagiopatagium tussen de pols en de enkel en het uropatagium tussen het bekken en de hiel. Op het breedste punt van het plagiopatagium was de afstand tussen wervelkolom en de rand van de vlieghuid 60 millimeter. De schoudergordel heeft kenmerken van die van eierleggende zoogdieren. De benodigde mobiliteit van de voorpoten voor zweefvliegen bevond zich bij Maiopatagium in het gewricht tussen het sleutelbeen en het acromion en in het gewricht tussen het glenoïd en het opperarmbeen, terwijl dit bij zweefvliegende buideldieren en placentadieren het gewricht tussen het sleutelbeen en borstbeen is. Rigide structuren tussen de sleutelbenen en het manubrium van het borstbeen zijn convergent met het vorkbeen van vogels. De vingers en tenen van Maiopatagium waren lang en aangepast voor grijpen. De tenen waren aangepast voor een wijze van rusten zoals die van vleermuizen en huidvliegers. 
Het gebit van Maiopatagium vertoont overeenkomsten met dat van vleerhonden en vruchtenetende bladneusvleermuizen. Aangezien bloeiende planten en daarmee vruchten zich in het Jura nog niet hadden ontwikkeld, zal Maiopatagium zich hebben gevoed met zachte delen van planten.

## Naamgeving
Maiopatagium werd in 2017 wetenschappelijk beschreven door Qing-Jin Meng en collega's. De geslachtsnaam is samengesteld uit Maio ('moeder') en patagium ('vlieghuid'). De soortnaam verwijst naar de overeenkomsten met het vorkbeen van vogels: furcula ('vork') en ferum ('gelijkend').